# إدنا مكلور
إدنا مكلور (بالإنجليزية: Edna McClure) هي ممثلة أمريكية، ولدت في 19 مايو 1888 في سان بيرناردينو في الولايات المتحدة، وتوفيت بنفس المكان في يناير 1973.